# La isla bonita
La isla bonita è un singolo della cantautrice statunitense Madonna, pubblicato il 25 febbraio 1987 come quinto estratto dal terzo album in studio True Blue.
La canzone, nonostante uscì come singolo quando True Blue aveva già venduto 12 milioni di copie, fu subito un grande successo mediatico. La versione strumentale era stata inizialmente offerta a Michael Jackson, poi fu accettata da Madonna, che ne scrisse il testo e la melodia.
Dopo la pubblicazione, la canzone ha ottenuto pareri favorevoli dalla critica. Nell'estate del 1986 il brano veniva già trasmesso da tutte le radio, nonostante fosse appena uscito il singolo Papa Don't Preach.
Nel videoclip Madonna rappresenta due personaggi diversi: una ragazza devota e una latinoamericana appassionata. Lo stile latino e il vestito rosso da flamenco che la cantante indossava nel video divennero di grande moda dopo l'uscita del video. Il videoclip ha visto la partecipazione del chitarrista Marcos Loya e di un giovanissimo Benicio del Toro.
Il brano è stato incluso nel primo greatest hits di Madonna, The Immaculate Collection, uscito nel 1990. In Giappone, nel 1987, fu colonna sonora della pubblicità "Mitsubishi".

## Descrizione

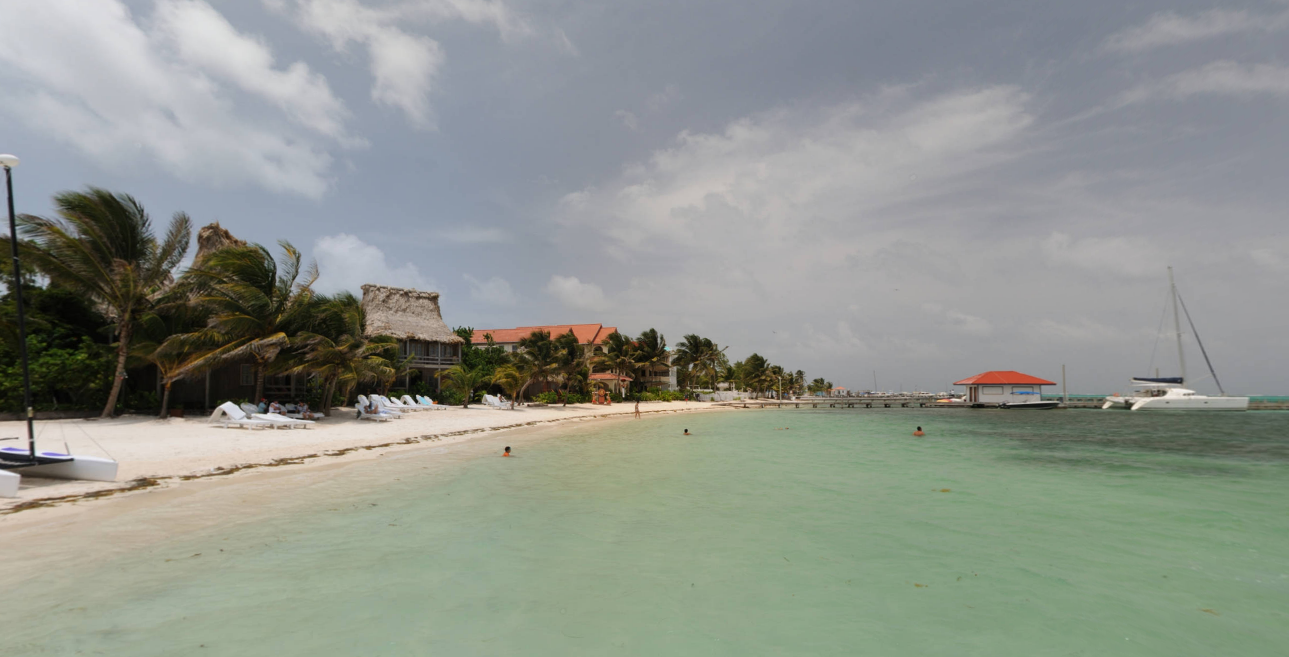
L'isola di San Pedro, ispirazione principale per la composizione del brano

Il brano, che anticipa di molti anni il cosiddetto "latin-pop", genere portato al successo da artisti come Ricky Martin, Jennifer Lopez e Shakira, è stato scritto da Patrick Leonard e sua moglie Susan insieme a Bruce Gaitsch. La canzone era stata offerta inizialmente a Michael Jackson per il suo album Bad, che però la rifiutò.
Madonna, che in quel periodo stava lavorando con Leonard sull'album True Blue, dopo il primo ascolto, la accettò e ne riscrisse le parole e la melodia. La Isla Bonita è la prima canzone di Madonna ad usare motivi spagnoli, includendo al suo interno anche del testo in spagnolo. Il tema spagnolo ricorrerà costantemente nella musica di Madonna, rendendosi manifesto nel testo di Who's That Girl (1987), Spanish Eyes (1989) e molte altre. L'arrangiamento della canzone contiene al suo interno percussioni cubane, il suono della chitarra spagnola, maracas e armonica.
Il testo inizia con la descrizione di Madonna come un turista che prega "che i giorni sarebbero durati più a lungo, se ne sono andati così in fretta " simultaneamente mettendo in evidenza le persone latinoamericane ("quando è l'ora della siesta, le puoi vedere passare"). Nel suo libro Women and popular music, l'autrice Sheila Whiteley ha detto che il ritornello della canzone pone la sua enfasi sulla participio presente incantatorio ("Tropical the island breeze, all of nature wild and free, this is where I long to be"). Secondo quanto dichiarato da Madonna stessa, a proposito delle influenze della musica latina presenti nella canzone: «In praticamente tutto quello che faccio con lui [Patrick Leonard], c'è sempre un ritmo o un'atmosfera latina. È veramente strano [...] Pensiamo entrambi di essere stati latini in un'altra vita». Inoltre, aggiunse:
La città di San Pedro sull'isola di Ambergris Caye, Belize, viene generalmente indicata come luogo d'ispirazione della canzone. Tuttavia, Madonna volle chiarire a Rolling Stone: «Non so dove sia San Pedro. All'epoca, non ero il tipo di persona che andava in vacanza su isole meravigliose. Potrei aver visto una rampa di uscita per San Pedro sulla strada per lo studio». Lei descrisse la canzone come il suo omaggio personale alla "bellezza e mistero dei latinoamericani".

## Video musicale
Il videoclip, diretto da Mary Lambert, mostra un gruppo di giovani che suonano e ballano, mentre Madonna li guarda dalla finestra schermata da una tenda. In questo video, la cantante assume due personaggi differenti: una ragazza cattolica e una ballerina di flamenco. La prima rifiuta l'invito della gente a ballare e rimane in una stanza povera di mobili a pregare. La seconda persona è, invece, più passionale e balla in una stanza dipinta di rosso acceso illuminata dalle candele. In seguito, questa accetterà l'invito della gente a danzare per la strada.
La persona più austera indossa una sottoveste bianca e mostra dei capelli corti pettinati all'indietro. La ballerina di flamenco, invece, indossa un vestito rosso e voluminoso in stile spagnolo e sfoggia dei capelli castani.
Nel video, si registra la presenza del chitarrista Marcos Loya, che poi performerà il controcanto di Spanish Eyes, e di un giovanissimo Benicio del Toro nel ruolo di un ragazzo seduto sopra il cofano di un'auto.

## Esecuzioni dal vivo
Madonna ha cantato La Isla Bonita durante l'Who's That Girl Tour del 1987, il Girlie Show del 1993, il Drowned World Tour del 2001, il Confessions Tour del 2006 (in una versione dance/tribale). 
Il brano è stato eseguito in una versione gypsy-punk con la collaborazione dei Gogol Bordello al Live Earth di Londra il 7 luglio 2007 e nuovamente durante lo Sticky & Sweet Tour nel 2008 e con lo Sticky & Sweet Tour 2.0 nel 2009 con La Isla Bonita/Lela Pala Tute, durante il Rebel Heart Tour e in un mash-up con Welcome to My Fado Club al Madame X Tour.

## Cover
In Italia furono registrate anche un paio di cover dance addirittura prima che la canzone uscisse come singolo.
Ricky Martin e Naya Rivera, nella trasmissione del noto telefilm Glee, registrano una cover del brano che debutta alla novantanovesima posizione della Billboard Hot 100.
Nel 2007 è stata realizzata una cover della canzone da parte dei Twilight Guardians, gruppo heavy metal finlandese. Una cover del brano è stata realizzata dalla cantante francese Alizée, uscita come singolo per il mercato messicano nei primi mesi del 2008 e contenuta nel disco Psychédélices - Mexican Tour Edition, edizione speciale del terzo album di Alizée, Psychédélices.
Nel 2020 i Black Eyed Peas, assieme a Ozuna e J. Rey Soul, hanno pubblicato il singolo Mamacita, che riprende la melodia del brano.

## Tracce
L'edizione Super Mix fu un EP pubblicato solo in Giappone nel 1987 a scopo promozionale per l'album. Dato l'enorme successo del CD, la Warner ha deciso di ristamparlo nel 1990.
Super Mix - edizione giapponese
1. La Isla Bonita (Extended Remix) – 5:27
2. Open Your Heart (Extended Version) – 4:59
3. Gambler (Album Version) – 3:55
4. Crazy For You (Album Version) – 4:11
5. La Isla Bonita (Instrumental) – 5:21

## Classifiche
Per essere il 5º singolo dell'album, La isla bonita, ebbe un grandioso successo nelle classifiche mondiali. Raggiunse la posizione n.1 in: Canada, Brasile, Messico, Giappone, Regno Unito, Austria, Germania, Francia, Svizzera, Polonia, nella Eurochart Hot 100 e in Israele.
In Italia, raggiunse la posizione n.18, perché l'album True Blue aveva già venduto quasi 1 milione di copie. Tuttavia fu una canzone molto gettonata dalle radio italiane che la fecero diventare una hit.
| Classifica (1987) | Posizione massima |
| ----------------- | ----------------- |
| Australia         | 6                 |
| Austria           | 1                 |
| Belgio            | 3                 |
| Canada            | 1                 |
| Paesi Bassi       | 2                 |
| Finlandia         | 18                |
| Francia           | 1                 |
| Germania          | 1                 |
| Irlanda           | 2                 |
| Italia            | 18                |
| Nuova Zelanda     | 5                 |
| Norvegia          | 5                 |
| Polonia           | 1                 |
| Spagna            | 8                 |
| Sudafrica         | 10                |
| Svezia            | 3                 |
| Svizzera          | 1                 |
| Regno Unito       | 1                 |
| Stati Uniti       | 3                 |

## Curiosità
Da questo singolo si è ispirato moltissimo il brano Sailor Moon e il cristallo del cuore  (1996, RTI Music), scritto da Alessandra Valeri Manera, composto da Ninni Carucci e cantato da Cristina D'Avena, che è stato utilizzato come sigla italiana per la terza serie dell’anime Sailor Moon.